# Nazionale maschile di pallacanestro della Danimarca
La nazionale maschile di pallacanestro della Danimarca rappresenta la Danimarca nelle competizioni internazionali maschili di pallacanestro gestite dalla FIBA. È gestita dalla Federazione cestistica della Danimarca.

## Storia
Affiliata alla Fiba dal 1951, nello stesso in cui ha segnato la sua prima partecipazione ai Campionati Europei, arrivando quattordicesima. È stata presente anche alle due edizioni successive ottenendo scarsi risultati e da allora non si è più classificata per tornei di rilievo.

Non ha mai partecipato ad Olimpiadi e Campionati Mondiali.

Nel 2005 la FIBA divise la zona europea in tre categorie:
- Division A, riservata alle migliori 16 squadre nazionali del continente
- Division B, riservata alle altre 14 squadre nazionali
- Division C, riservata ai Piccoli Stati d'Europa, categoria indipendente dalle prime due

La nazionale danese fu inserita in Division B e disputò il corrispondente Campionato Europeo, salendo immediatamente di categoria, salvo poi retrocedere ancora nel corso del 2007.

Nel 2010 alla sua ultima apparizione in un torneo ufficiale ha partecipato al campionato europeo divisione C conquistando il titolo.

## Piazzamenti

### Campionati europei
- 1951 - 14°
- 1953 - 16°
- 1955 - 18°

## Formazioni

### Campionati europei
Campionato europeo maschile di pallacanestro 19513 Lundberg, 4 Norskov, 5 Korsbjerg, 6 Wilbek, 7 Tantholdt, 8 Can, 9 Søndergaard, 10 Melbye, 11 Thomsen, 12 Kristensen, 13 Nielsen, 14 Søgaard, 15 Mygind, 16 Carlsen,        All. -
Campionato europeo maschile di pallacanestro 19533 Sørensen, 4 Norskov, 5 Lundberg, 6 Tantholdt, 7 Kristensen, 8 Madsen, 10 Starup-Hansen, 11 Rasmussen, 12 O. Nielsen, 13 Wilbek, 14 Meilsej, 15 Mouritsen, 16 J. Nielsen,        All. Helge Krarup-Hansen
Campionato europeo maschile di pallacanestro 19553 Søgaard, 4 Korsbjerg, 5 Tantholdt, 6 Meilsej, 7 Lillelund, 8 Rasmussen, 9 Nielsen, 10 Starup-Hansen, 11 P. Hintz, 12 T. Malmqvist, 13 Mouritsen, 14 S. Sparre,        All. -

## Nazionali giovanili
- Selezioni giovanili della nazionale maschile di pallacanestro della Danimarca